# 彩禾苑

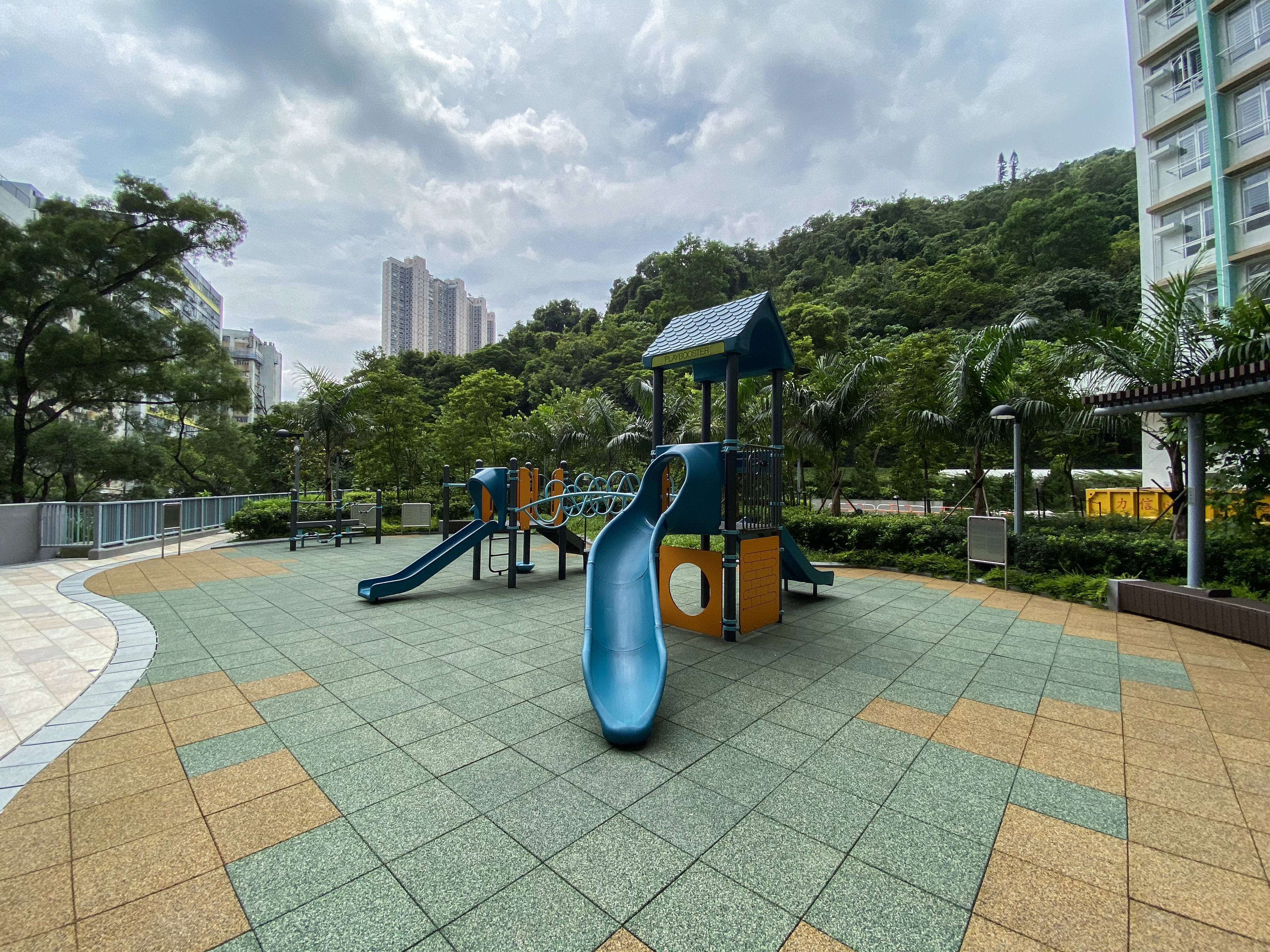
兒童遊樂場

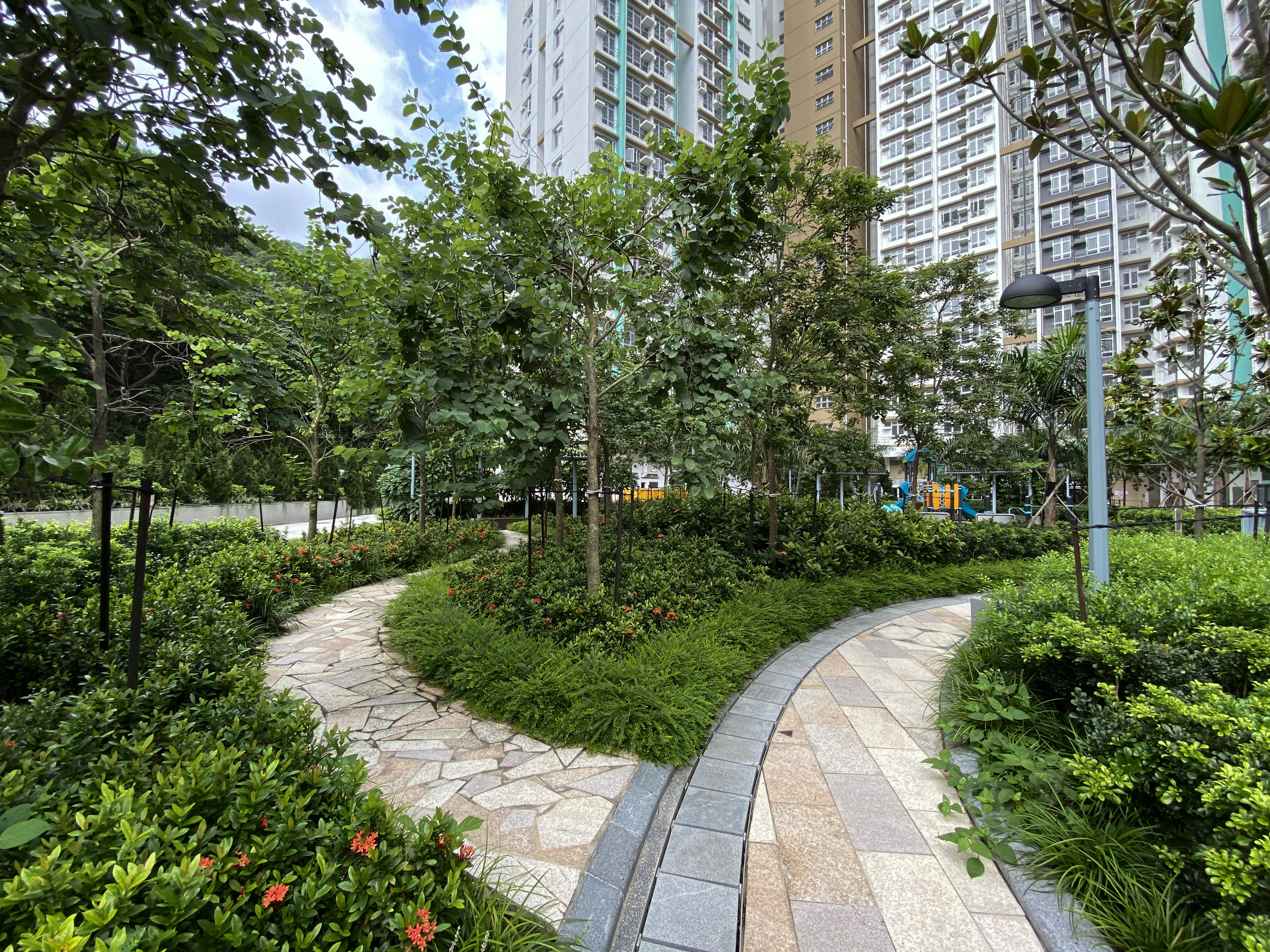
園林

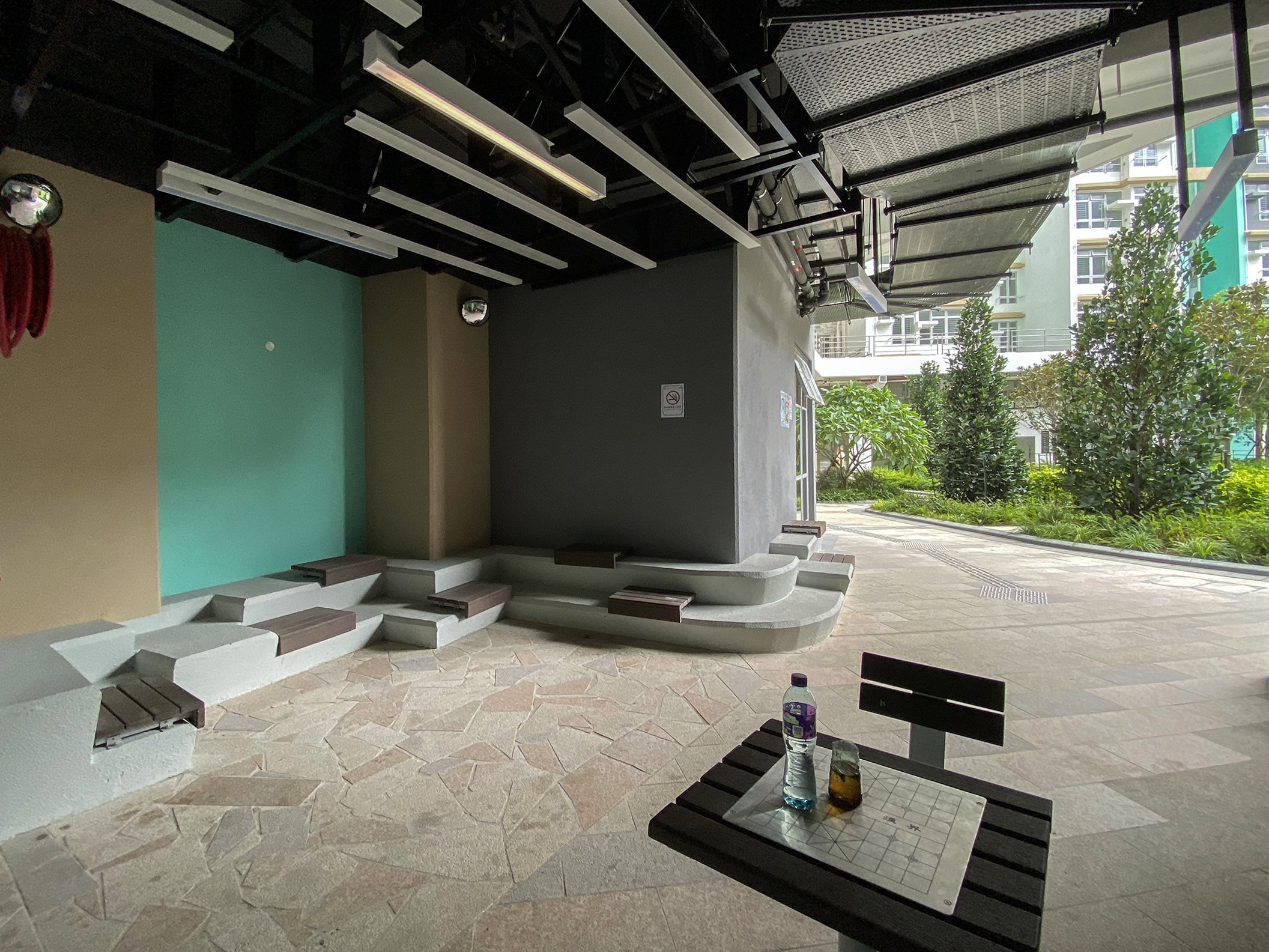
大廈地面設閒座區

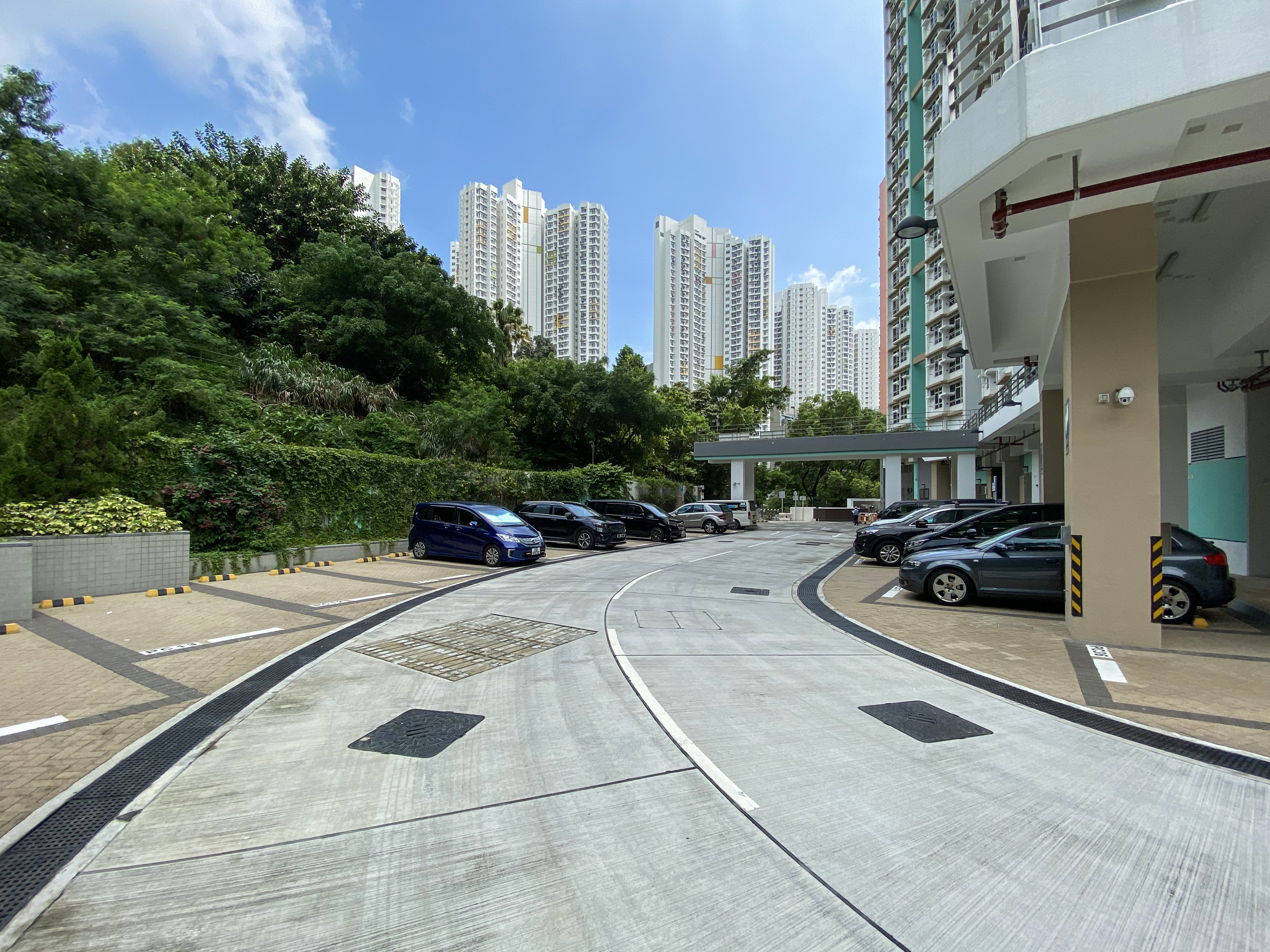
露天停車場

彩禾苑（英語：Choi Wo Court）是香港房屋委員會在沙田區的居者有其屋屋苑之一，項目編號為ST50，位於新界沙田火炭禾上墩街，鄰近火炭工業區，以及新建的公屋駿洋邨。屋苑前身為城巴露天車廠，因應房屋需求及復建居屋政策而改作興建居屋。屋苑由房屋署總建築師（6）設計，並由關黃建築師有限公司負責詳細設計，安保工程有限公司承建；而管理公司為雅居物業管理有限公司。
屋苑地契於2019年12月4日簽立，並已於2020年8月16日獲發入伙紙。此後，彩禾苑在「居屋2020」以現樓形式推出，於2020年12月15日進行攪珠，2021年5月31日開始揀樓，到同年7月入伙。

## 屋苑資料

### 樓宇
彩禾苑為單幢式居屋屋苑，設有41層（住宅樓層1-40樓），提供806伙單位，提供由可間一房至三房連套房單位，當中可間三房戶型位於11、12（1-40樓均有）及17室（設於1-38樓）。
彩禾苑向東及南高層方向單位可享火炭、城門河至小瀝源、馬鞍山一帶開揚景觀，而後方高層單位則享山景，但略受駿洋邨樓宇的遮擋。值得注意的是，低層單位景觀主要是屋苑內山坡及鄰近的工業大廈；另外，基於節能的緣故，向西北和西南的單位窗戶均採用茶色玻璃。
由於屋苑位於工業區，住戶日後需面對噪音及出入需要駁車的問題。
樓宇命名已於2019年6月公佈，詳情如下：
| 樓宇名稱 | 樓宇類型                    | 落成年份 | 樓宇層數 （住宅層數） | 每層伙數                                                  | 單位總數（伙） | 建築師                                   | 承建商           | 提供升降機的廠商 |
| -------- | --------------------------- | -------- | --------------------- | --------------------------------------------------------- | -------------- | ---------------------------------------- | ---------------- | ---------------- |
| 彩禾苑   | 非標準設計大廈 （其他類型） | 2021年   | 41 （1-40樓）         | 21（2-28樓） 19（1、29-34樓） 18（35-38樓） 17（39-40樓） | 806            | 房屋署總建築師（6）、 關黃建築師有限公司 | 安保工程有限公司 | 蒂森克虜伯       |

於銷售期後，由於有一個單位「撻訂」，將撥入「居屋2022」重售。

### 設施
屋苑設有園藝花園連兒童遊樂場，後方則設有露天停車場。此外，屋苑不設其他設施，但附近的駿洋邨設有商場（駿洋商場）、街市、公共交通交匯處及社福設施，可滿足居民所需。

## 交通
住客需步行1至2分鐘斜路到黃竹洋街，可乘搭60K小巴。
自駿洋邨2020年8月尾入伙後，部分前往火炭的巴士綫已改為繞經或延長到駿洋商場下的公共交通交匯處，從屋苑步行數分鐘可到達。

## 興建期間圖片集

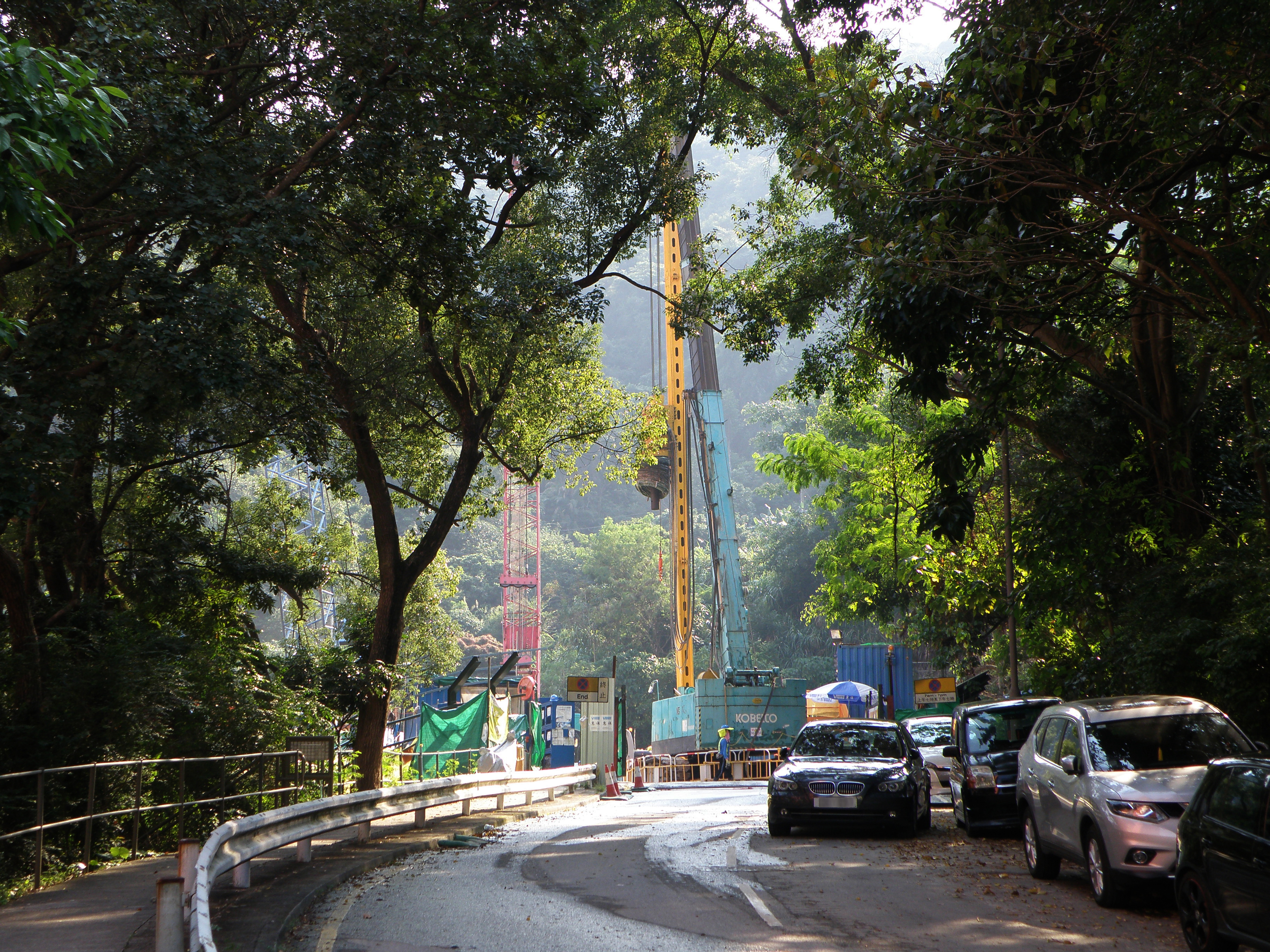
地基工程，2015年10月
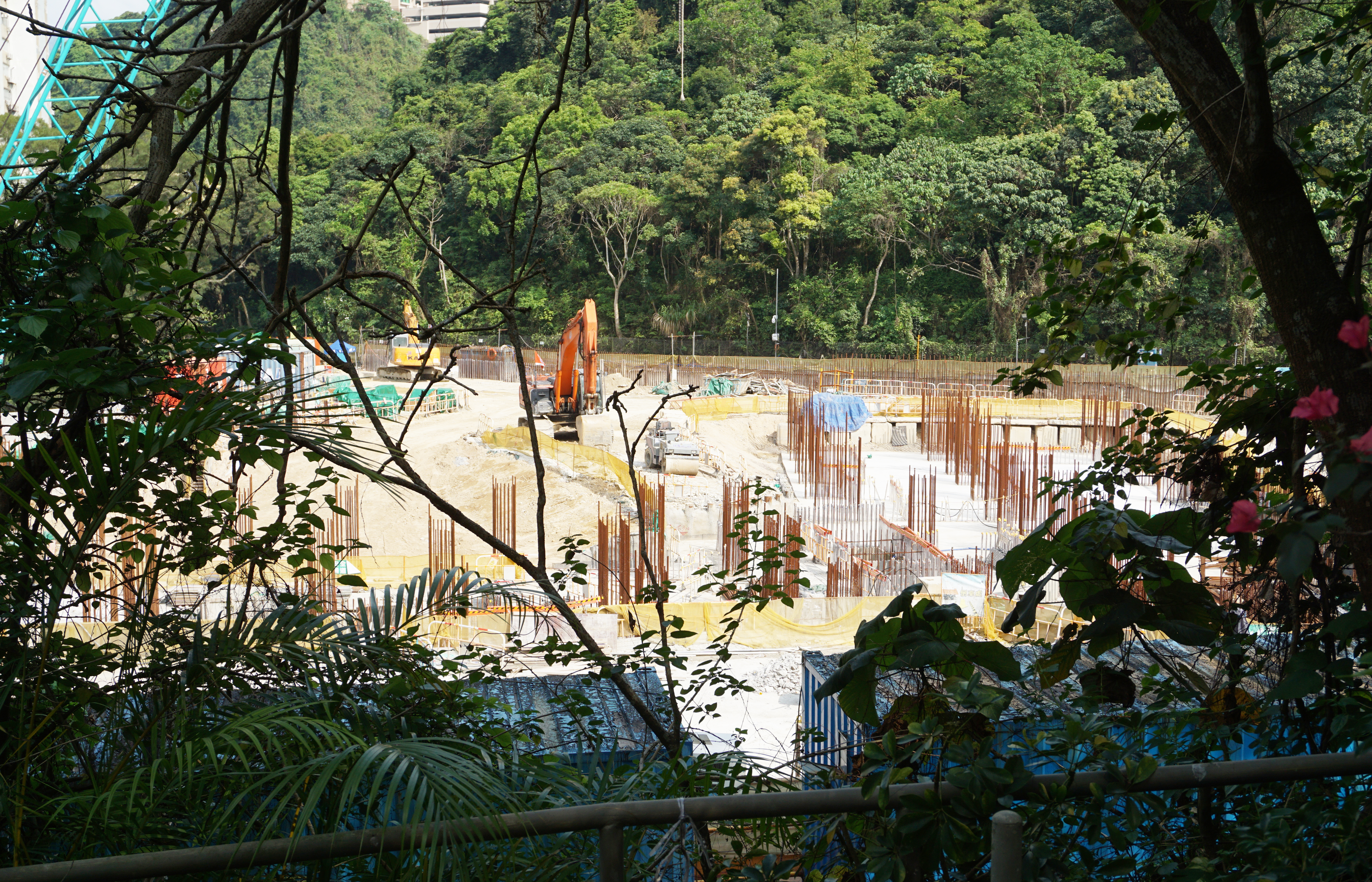
地基工程，2017年5月
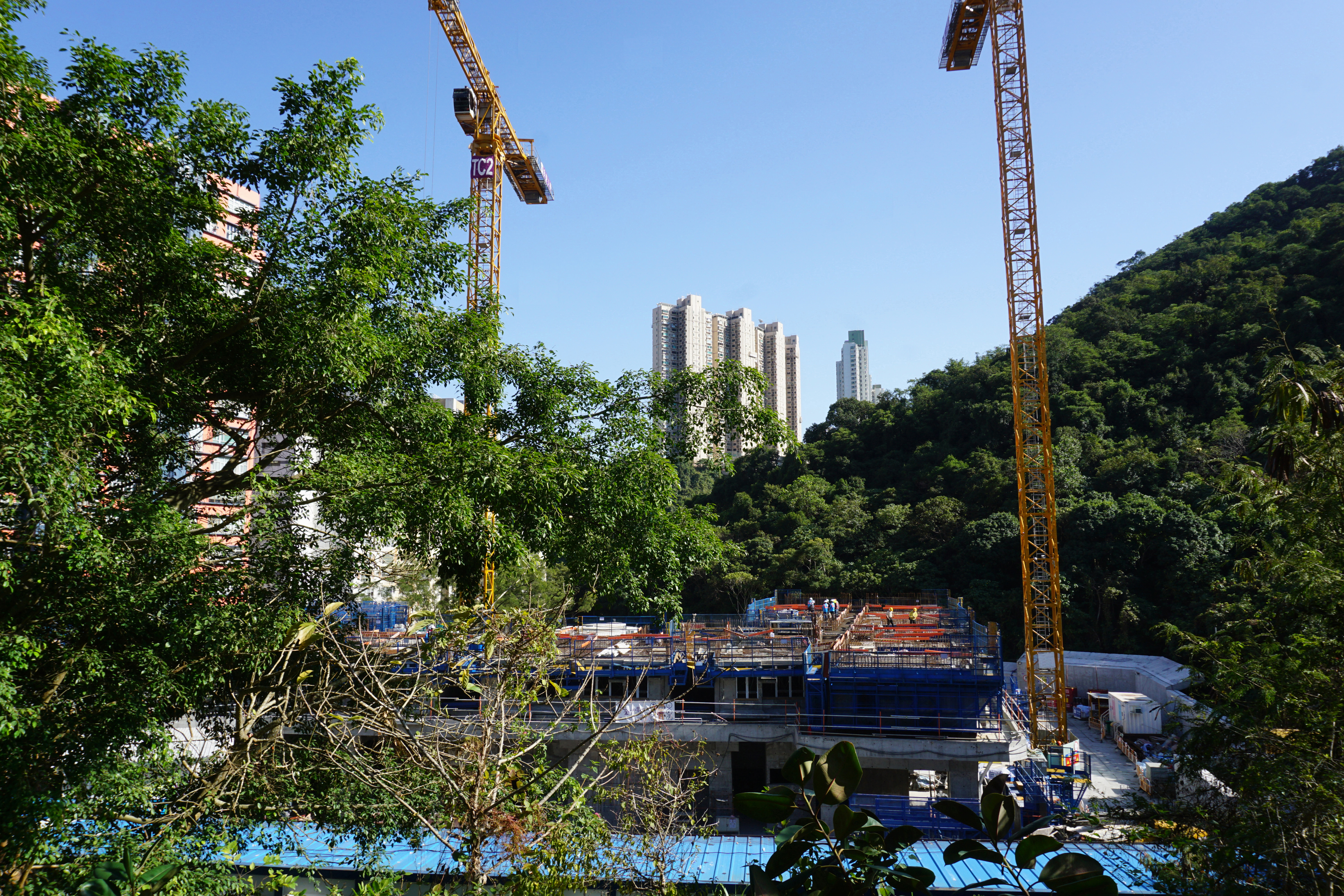
興建中，2018年1月
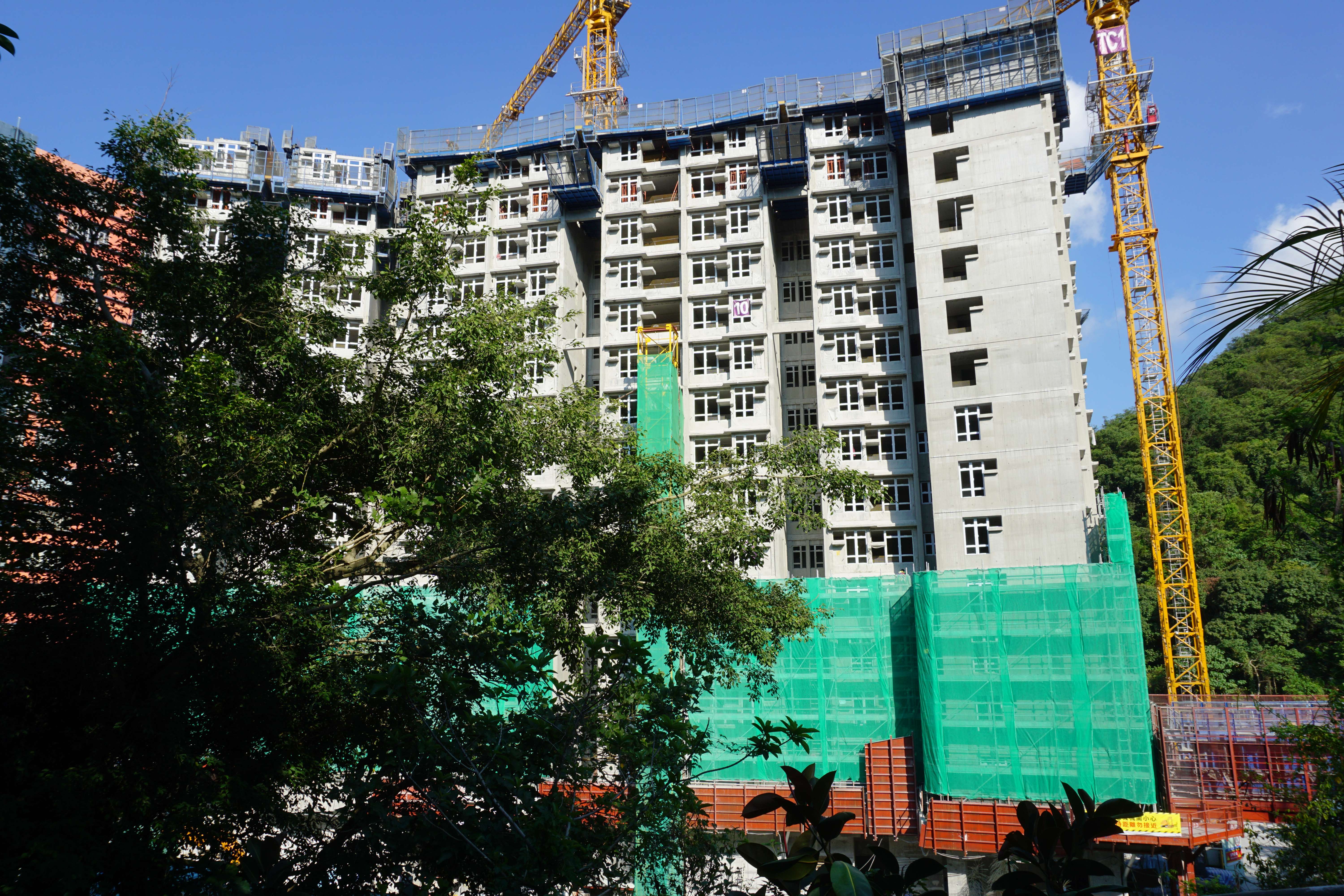
興建中，2018年5月
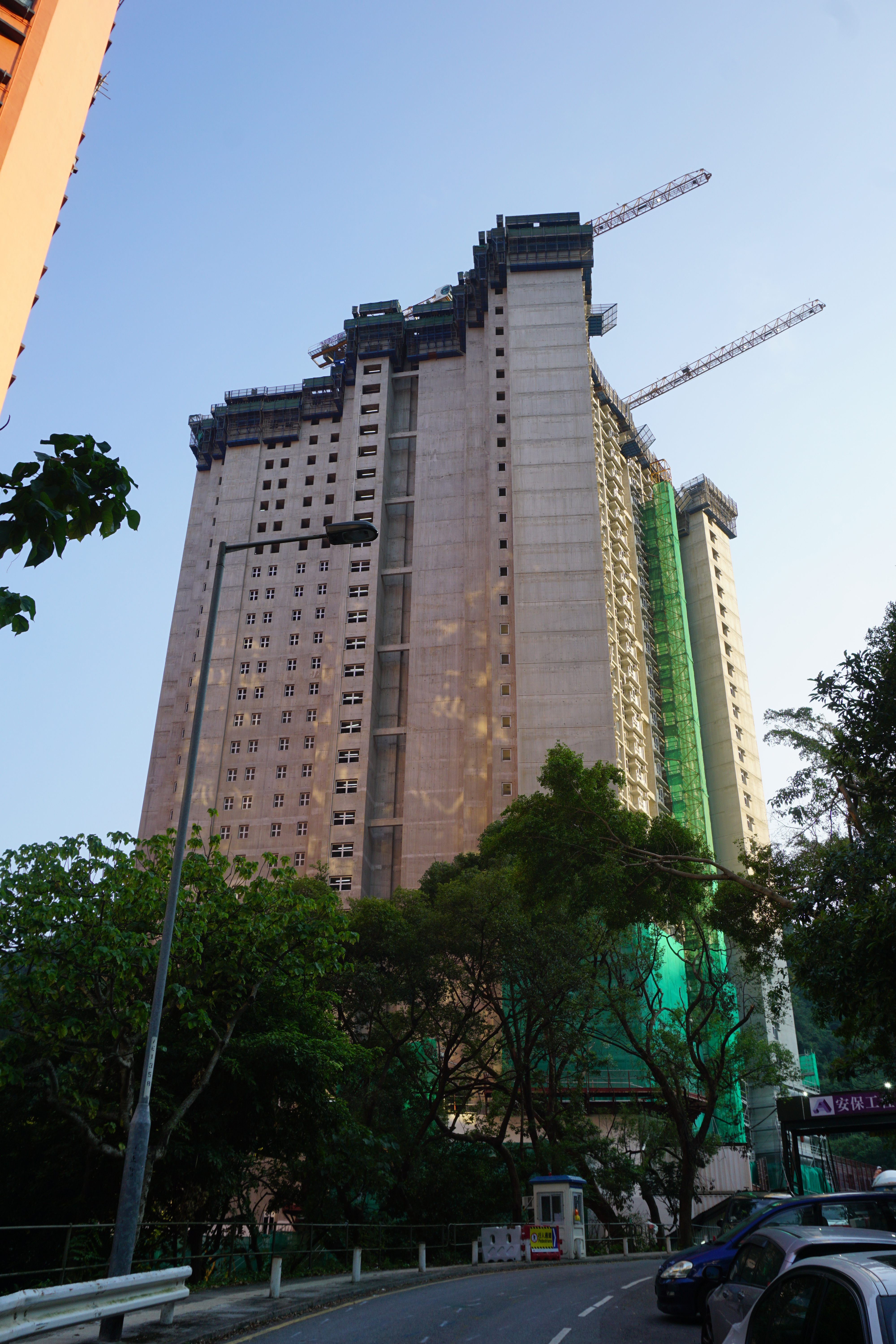
興建中，2018年9月
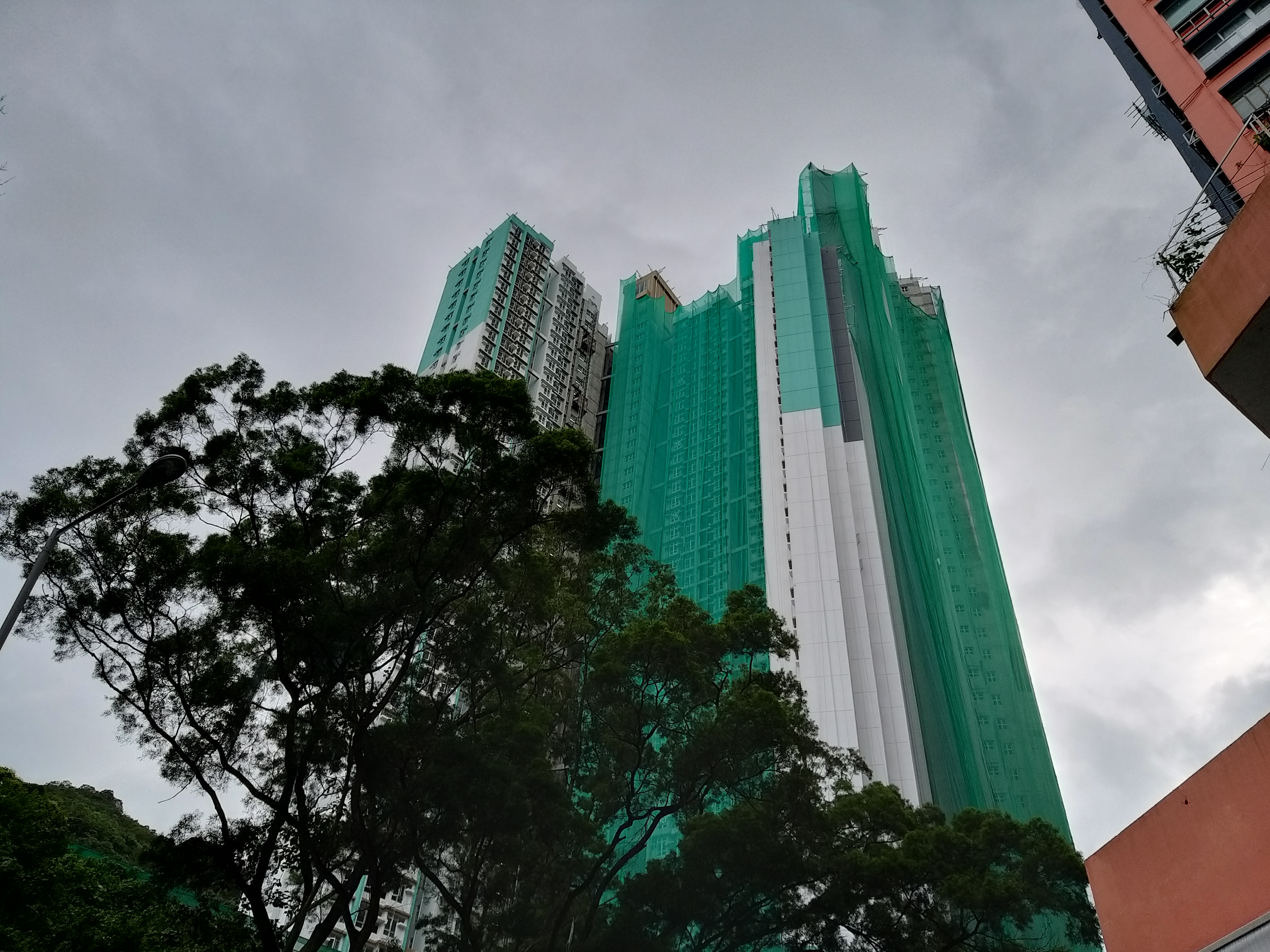
已封頂並正開展油漆工程，2019年7月
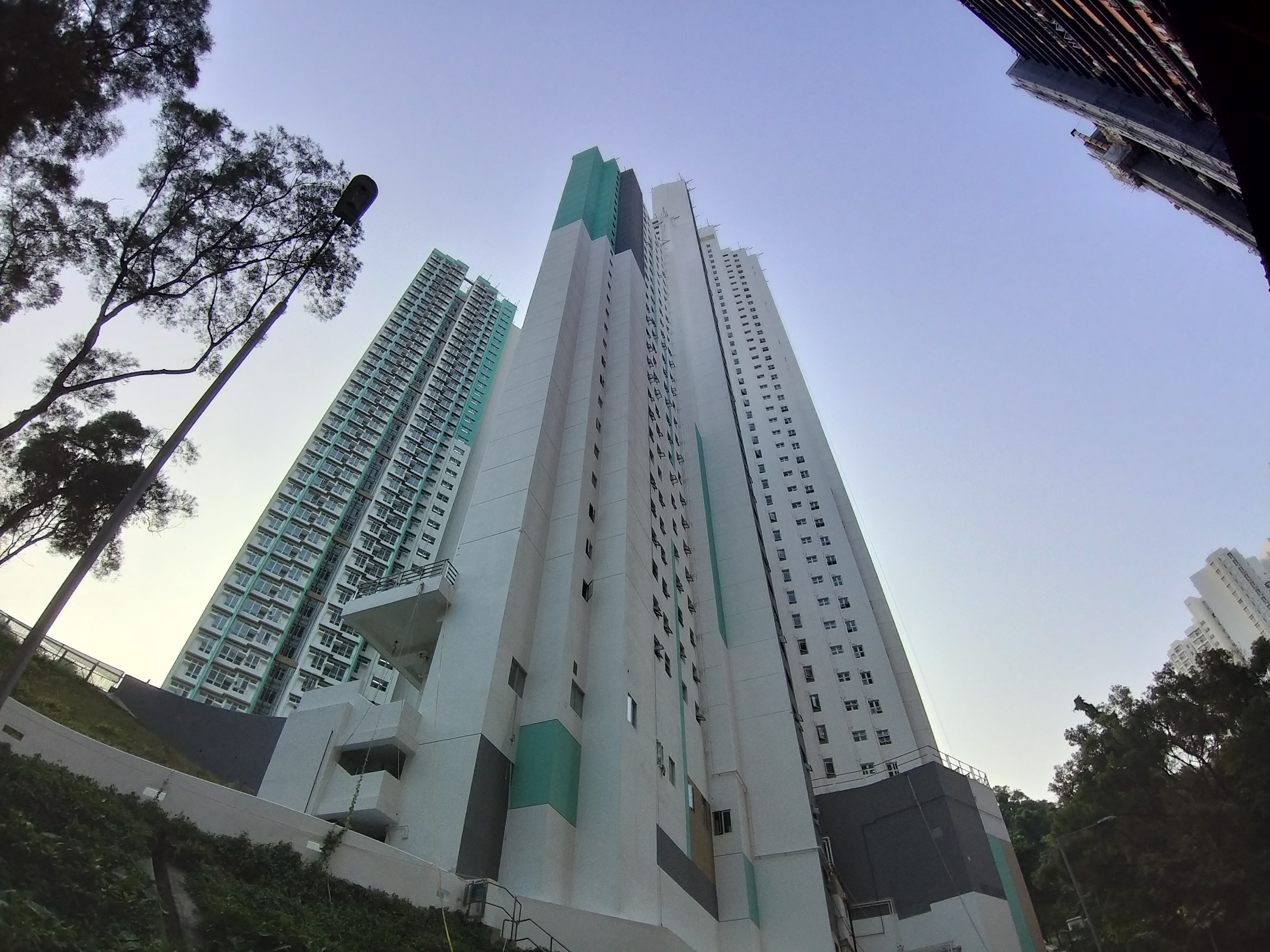
外牆工程大致完成，2019年11月
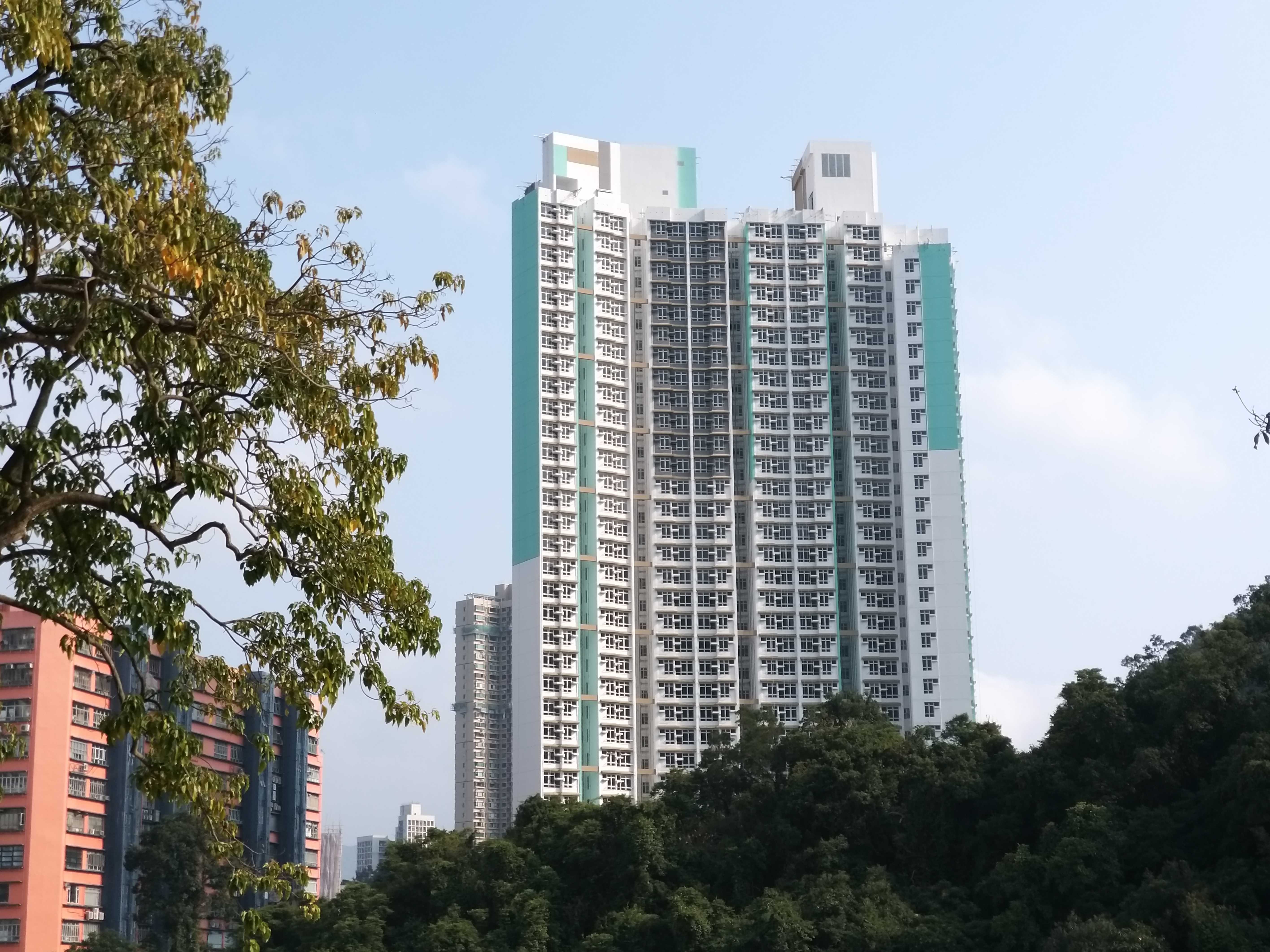
西北面望向彩禾苑，2020年1月

## 鄰近建築
- 駿洋邨
- 黃竹洋村

## 外部連結
- 房委會物業位置及資料 彩禾苑 （页面存档备份，存于）